# Léon Guignard
Pour les articles homonymes, voir Guignard.

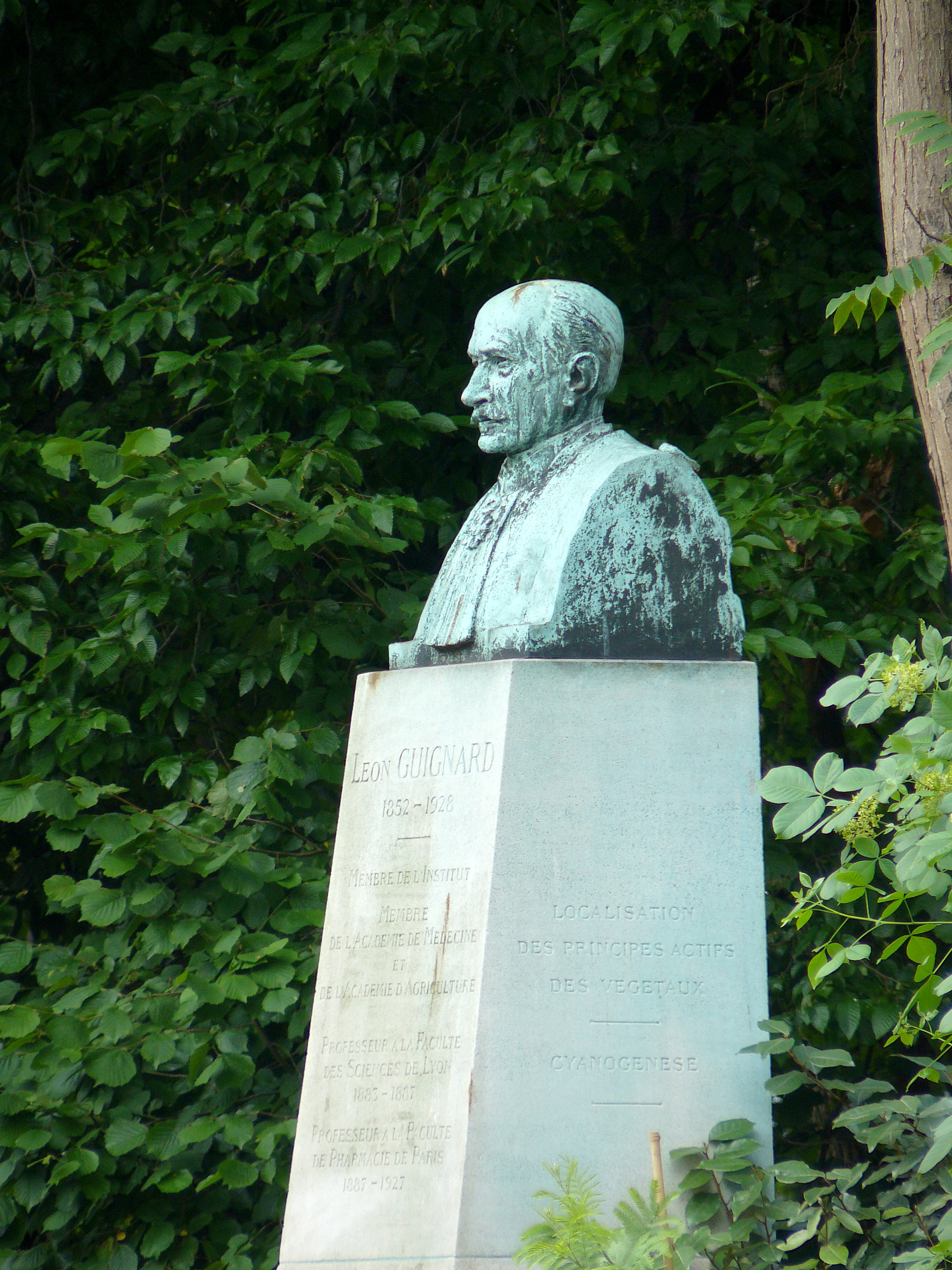
Buste de Guignard dans le jardin botanique de la Faculté de pharmacie de Paris.

Léon Guignard est un savant pharmacien français né le 13 avril 1852 à Mont-sous-Vaudrey (Jura) et mort le 7 mars 1928 à Paris.

## Biographie
C’est à Mont-sous-Vaudrey, où son père Claude François Guignard et sa mère, Marie Josette Constance Fourneret, étaient cultivateurs, que naquit Jean Louis Léon Guignard le 13 avril 1852, à sept heures du soir. Il est mort et enterré à Paris en 1928 à l’âge de 76 ans.

## Jeunesse
Léon Guignard est un brillant écolier. L’abbé Bouvier, curé de la paroisse, va déceler ses capacités. Il lui apprendra le latin. Admis en classe de 5e au pensionnat des Orphelins à Dole, il obtint son baccalauréat en 1870 à Besançon.

## Formation et vie professionnelle
Léon Guignard part à Paris, s’inscrit à l’École de pharmacie. Il devint pharmacien supérieur. Simultanément, il s’inscrit à La Sorbonne et sera reçu Docteur ès sciences. Dès lors il va se consacrer à la recherche et à l’enseignement dans des domaines intéressant à la fois la pharmacie, la botanique et les sciences. Il fera ses débuts à la Faculté des Sciences de Lyon. Il sera nommé professeur à l’École de pharmacie de Paris. Il en deviendra Directeur honoraire en 1910 mais y enseigna jusqu’en 1927. Botaniste, homme de science, il a étudié la forme, le mode de développement et la reproduction des espèces végétales. Particulièrement ingénieux, Léon Guignard a mis au point de nouvelles techniques d’examens de laboratoire.
Nommé Président de la Société botanique de France en 1894, il entre à l’Institut le 11 février 1895. Il sera membre de l’Académie nationale de médecine, membre associé de l’Académie nationale de pharmacie, Commandeur de la Légion d’honneur.

## Reconnaissances
Mont-sous-Vaudrey a donné son nom à sa rue natale ; sur la façade du numéro 32 on peut voir un médaillon en bronze à son effigie, par le sculpteur d'origine franc-comtoise Henri Rey, ainsi qu'une plaque commémorative. Dole a aussi honoré sa mémoire en donnant son nom à une rue de la ville.[réf. nécessaire]
Un monument lui a été élevé dans le jardin de son laboratoire à Paris en 1933 (buste par Jean Magron). Un tableau par André Louis Mestrallet le représentant est conservé dans la salle Houël de la Faculté des Sciences pharmaceutiques et biologiques Robert Weil dont une des salles de cours porte son nom.

## Sources
« Échos du Jura au temps passé », Pierre Gouhot